# ديفيد مولر ولف
ديفيد مولر ولف (بالنرويجية البوكمول: David Møller Wolfe)‏ هو لاعب كرة قدم نرويجي في مركز الدفاع، ولد في 23 أبريل 2002. لعب مع Åsane Fotball ‏.

## وصلات خارجية
- ديفيد مولر ولف على موقع الاتحاد الأوربي (الإنجليزية)
- ديفيد مولر ولف على موقع اتحاد النرويج (النرويجية)
- ديفيد مولر ولف على موقع قاعدة بيانات كرة القدم.إي يو (الإنجليزية)
- ديفيد مولر ولف على موقع Soccerway.com (الإنجليزية)
- ديفيد مولر ولف على موقع عالم كرة القدم.نت (الإنجليزية)